# Lomographa basinotata
Lomographa basinotata är en fjärilsart som beskrevs av Edward Alfred Cockayne 1950. Lomographa basinotata ingår i släktet Lomographa och familjen mätare. Inga underarter finns listade i Catalogue of Life.